# Simpsonichthys mediopapillatus
Simpsonichthys mediopapillatus är en fiskart som beskrevs av Costa 2006. Simpsonichthys mediopapillatus ingår i släktet Simpsonichthys och familjen Rivulidae. Inga underarter finns listade i Catalogue of Life.